# Анандавалли
Анандавалли (малаял. ആനന്ദവല്ലി; 14 января 1952, Велиям, Траванкор-Кочин — 5 апреля 2019, Тривандрам) — индийская актриса

 кино и дубляжа. Озвучила более 5000 персонажей в более чем 2000 фильмах на малаялам. Лауреат Кинопремии штата Кералы за лучший дубляж.

## Биография
Родилась в 1955 году в городе Велиям в округе Коллам (Керала) в семье тамильских фермеров. Во время учебы в школе Кайела в родном городе она начала играть в школьных спектаклях. С 14 лет она начала профессионально играть на сцене, изначально выйдя на неё как замена отсутствующей актрисы. Позже она присоединилась к KPAC и Kalidasa Kalakendram. В 1973 году впервые снялась в кино, сыграв в фильме Eanippadikal. Год спустя она дебютировала как артистка дубляжа в Devi Kanyakumari, озвучив персонажа Раджашри.
Первый большой прорыв в её карьере произошел, когда она стала голосом трагической героини Прабхи, которую сыграла Пурнима Джаярам в Manjil Virinja Pookkal (1980). Благодаря этому она стала наиболее востребованной артисткой дубляжа для главных героинь в 1980—1990-х годах. Особые партнерские отношения у Анандавалли сложились с актрисой Гитой, которую она озвучивала почти во всех её фильмах на малаялам, в том числе Panchagni (1986) и Aadhaaram (1992), за который она получила кинопремию штата как лучшая актриса дубляжа.
В 1985—1998 годах, на пике своей карьеры, она участвовала в записи звуковых дорожек для 7-8 фильмов одновременно.
Мастерство в создании тонких вариаций голоса позволяло Анандавалли озвучивать сразу нескольких персонажей в одном фильме, например в Bharatham и Santhwanam (оба 1991). Были случаи, когда она дублировала одновременно пять-семь ролей. В фильме Vendor Daniel (1994) она озвучила трех персонажей в одном кадре. Последний раз её голос прозвучал в фильме Mazhathullikkilukkam, где она озвучила персонаж актрисы Шарады.
Анандавалли также работала диктором на Всеиндийском радио.
Актриса скончалась 5 апреля 2019 года в больнице Тривандрама, где она проходила курс лечения от рака крови.
У неё осталась дочь Ану Лакшми.
Её сын, режиссёр Дипан, скончался за два года до этого.